# Stopnie wojskowe w Siłach Obronnych Izraela
Stopnie wojskowe w Siłach Obronnych Izraela – strona przedstawia listę stopni wojskowych w Izraelskich Siłach Obronnych. Wszystkie stopnie, zarówno dla wojsk lądowych jak i sił powietrznych i marynarki wojennej są takie same.

## Obecne rangi
| Kategoria                                               | Nazwa stopnia | Insygnium |
| ------------------------------------------------------- | --- | --------- |
| קצינים ראשים Generałowie                                | (רב-אלוף (רא"ל Raw alluf (Ra’al) (Szef sztabu generalnego) (Generał broni – „raw alluf” w języku hebrajskim oznacza „archi-generała”, który jest odpowiednikiem feldmarszałka.) |           |
| קצינים ראשים Generałowie                                | אלוף Alluf (Dowódca rodzaju wojsk lub okręgu wojskowego) (Generał dywizji) |           |
| קצינים ראשים Generałowie                                | (תת-אלוף (תא"ל Tat alluf (Ta’al) (Dowódca dywizji) (Generał brygady) |           |
| קצינים בכירים Oficerowie starsi lub Oficerowie polowi   | (אלוף משנה (אל"מ Alluf miszne (Alam) (Dowódca pułku lub brygady; Szef sztabu dywizji) (Pułkownik) |           |
| קצינים בכירים Oficerowie starsi lub Oficerowie polowi   | (סגן-אלוף (סא"ל Segan alluf (Sa’al) (Dowódca batalionu; Szef sztabu brygady) (Podpułkownik) |           |
| קצינים בכירים Oficerowie starsi lub Oficerowie polowi   | (רב סרן (רס"ן Raw seren (Rasan) (Szef sztabu batalionu) (Major) (po przesłużeniu 3 lat w stopniu kapitana) |           |
| קצינים זוטרים Oficerowie młodsi lub Oficerowie kompanii | סרן Seren (Dowódca kompanii lub baterii) (Kapitan) (po przesłużeniu 3 lat w stopniu porucznika) |           |
| קצינים זוטרים Oficerowie młodsi lub Oficerowie kompanii | סגן Segen – do 1951 ((סגן ראשון (סג"ר Segen riszon (Sagar) – zniesiony w 1951 roku) (oficer-plutonowy) (Porucznik) (po przesłużeniu 1 roku w stopniu podporucznika) |           |
| קצינים זוטרים Oficerowie młodsi lub Oficerowie kompanii | (סגן-משנה (סג"מ segen miszne (sagam) – do 1951 (סגן Segen – zniesiony w 1951 roku) (Dowódca plutonu) (Podporucznik) |           |
| קצינים זוטרים Oficerowie młodsi lub Oficerowie kompanii | (ממלא מקום קצין (ממ"ק Memale makom katsín (Mamak) (najniższy stopień oficerski) (Podchorąży – zniesiony w 1994 roku.) |           |
| קצינים אקדמאים Oficerowie akademiccy                    | (קצין אקדמאי בכיר (קא"ב Katsín akademai bachír (Ka’ab) (Stopień noszony przez oficerów służb: medycznej, dentystycznej, weterynaryjnej, wymiaru sprawiedliwości oraz rabinatu polowego. Odpowiednik Kapitana.) (Starszy oficer akademicki)                                                                                |           |
| קצינים אקדמאים Oficerowie akademiccy                    | (קצין מקצועי אקדמאי (קמ"א Katsín miktsoí akademai (Kama) (Stopień noszony przez oficerów służb: medycznej, dentystycznej, weterynaryjnej, wymiaru sprawiedliwości oraz rabinatu polowego. Odpowiednik Porucznika.) (Oficer akademicki)                                                                                    |           |
| נגדים Podoficerowie zawodowi lub nadterminowi           | (רב-נגד (רנ"ג Raw nagad (Ranag) (Starszy chorąży sztabowy) (po przesłużeniu 5 lat w stopniu starszego chorążego; mianowanie na ten stopień nie następuje automatycznie, a na podstawie indywidualnej oceny przebiegu służby)                                                                                              |           |
| נגדים Podoficerowie zawodowi lub nadterminowi           | (רב-נגד משנה (רנ"מ Raw nagad mishne (Ranam) (Chorąży sztabowy) (stopień ustanowiony w 2011 - aktualnie nie jest używany) |           |
| נגדים Podoficerowie zawodowi lub nadterminowi           | (רב-סמל בכיר (רס"ב Raw samal bakhír (Rasab) (Starszy chorąży) (mianowanie w ciągu 7 lat od mianowania na poprzedni stopień) |           |
| נגדים Podoficerowie zawodowi lub nadterminowi           | (רב-סמל מתקדם (רס"מ Raw samal mitkadem (Rasam) (Chorąży) (mianowanie w ciągu 7 lat od mianowania na poprzedni stopień) |           |
| נגדים Podoficerowie zawodowi lub nadterminowi           | (רב-סמל ראשון (רס"ר Raw samal riszon (Rasar) (Starszy sierżant sztabowy) (mianowanie w ciągu 9 lat od mianowania na poprzedni stopień) |           |
| נגדים Podoficerowie zawodowi lub nadterminowi           | (רב-סמל (רס"ל Raw samal (Rasal) (Sierżant sztabowy) (pierwszy stopień podoficera nadterminowego lub zawodowego; nadawany po przesłużeniu 2 lat w stopniu starszego sierżanta) |           |
| חוגרים Szeregowi i podoficerowie z poboru               | ( סמל ראשון (סמ"ר Samal riszon (Samar) (Starszy sierżant) (po przesłużeniu 1 roku w stopniu sierżanta) |           |
| חוגרים Szeregowi i podoficerowie z poboru               | סמל Samal (Sierżant) (pierwszy stopień uprawniający do zajmowania stanowisk dowódczych; stopień nadawany po ukończeniu kursu dowódców drużyn, wzgl. w jednostkach bojowych po roku i 2 miesiącach służby, w jednostkach wsparcia po półtora roku, a w jednostkach tyłowych po roku i 9 miesiącach)                        |           |
| חוגרים Szeregowi i podoficerowie z poboru               | (רב טוראי ראשון (רט"ר Raw turái rishón (Ratár) (Starszy kapral – istniał w latach 1972–1982.) |           |
| חוגרים Szeregowi i podoficerowie z poboru               | (רב טוראי (רב"ט Raw turai (Rabat) (Kapral) (stopień nadawany w jednostkach bojowych po ukończeniu zaawansowanego przeszkolenia bojowego, w jednostkach wsparcia po 8 miesiącach służby, a w jednostkach tyłowych po 9 miesiącach; tradycyjnie w jednostkach bojowych kaprale nie noszą swoich oznak stopnia na mundurach) |           |
| חוגרים Szeregowi i podoficerowie z poboru               | (טוראי ראשון (טר"ש Turai riszon (Tarasz) (Starszy szeregowy – zniesiony w 1999 roku.) |           |
| חוגרים Szeregowi i podoficerowie z poboru               | טוראי Turai (Szeregowy) | −         |
| חוגרים Szeregowi i podoficerowie z poboru               | טירון Tirón (Szeregowy-Rekrut – formalnie nie jest to stopień wojskowy.) | −         |